# Beslagsverk
Ett beslagsverk är dekorativa element i arkitekturen som efterliknar beslag, det vill säga metallarbeten som lagts i relief på en underligande yta.
Beslagsverk associeras ofta med renässansen samt nyrenässansen.